# Patinação de velocidade em pista curta nos Jogos Olímpicos de Inverno de 2014 - 1500 m masculino
As competições de 1500 m masculino da patinação de velocidade nos Jogos Olímpicos de Inverno de 2014 foram disputadas no Palácio de Patinação Iceberg em Sóchi, em 10 de fevereiro de 2014.

## Medalhistas
| Ouro   | CAN Charles Hamelin |
| Prata  | CHN Han Tianyu      |
| Bronze | RUS Viktor Ahn      |

## Recordes
Antes desta competição, os recordes mundiais e olímpicos da prova eram os seguintes:
| Tipo | Atleta      | Tempo        | Local     | Data                    |
| ---- | ----------- | ------------ | --------- | ----------------------- |
|      | Noh Jin-Kyu | 2:09.041 min | Xangai    | 10 de dezembro de 2011  |
|      | Lee Jung-Su | 2:10.949 min | Vancouver | 13 de fevereiro de 2010 |

## Resultados

### Preliminares

#### Eliminatórias
Q — qualificado para as semifinais
ADV — avançou
PEN — pênalti
YC — cartão amarelo
| Pos. | Bateria | Atleta                    | Tempo    | Notas |
| ---- | ------- | ------------------------- | -------- | ----- |
| 1    | 1       | GBR Jack Whelbourne       | 2:14.091 | Q     |
| 2    | 1       | ITA Yuri Confortola       | 2:14.143 | Q     |
| 3    | 1       | NED Sjinkie Knegt         | 2:14.249 | Q     |
| 4    | 1       | GER Robert Seifert        | 2:16.555 |       |
| 5    | 1       | LAT Roberto Puķītis       | 2:30.671 | ADV   |
|      | 1       | JPN Yuzo Takamido         |          | PEN   |
| 1    | 2       | RUS Viktor Ahn            | 2:20.865 | Q     |
| 2    | 2       | CHN Han Tianyu            | 2:20.911 | Q     |
| 3    | 2       | KOR Park Se-Yeong         | 2:21.087 | Q     |
| 4    | 2       | ISR Vladislav Bykanov     | 2:21.163 |       |
| 5    | 2       | HKG Pan-To Barton Lui     | 2:22.139 |       |
| 6    | 2       | HUN Viktor Knoch          | 2:47.714 |       |
| 1    | 3       | KOR Sin Da-Woon           | 2:15.530 | Q     |
| 2    | 3       | USA J. R. Celski          | 2:15.675 | Q     |
| 3    | 3       | FRA Sébastien Lepape      | 2:15.806 | Q     |
| 4    | 3       | JPN Ryosuke Sakazume      | 2:17.985 |       |
| 5    | 3       | BLR Maksim Siarheyeu      | 2:19.505 |       |
| 6    | 3       | CHN Shi Jingnan           | 2:51.512 |       |
| 1    | 4       | CAN Charles Hamelin       | 2:16.903 | Q     |
| 2    | 4       | RUS Semen Elistratov      | 2:16.904 | Q     |
| 3    | 4       | USA Eduardo Alvarez       | 2:17.532 | Q     |
| 4    | 4       | FRA Maxime Chataignier    | 2:17.938 |       |
| 5    | 4       | KAZ Aidar Bekzhanov       | 2:19.713 |       |
| 6    | 4       | HUN Bence Béres           | 2:20.327 |       |
| 1    | 5       | NED Niels Kerstholt       | 2:13.848 | Q     |
| 2    | 5       | CAN François Hamelin      | 2:13.935 | Q     |
| 3    | 5       | FRA Thibaut Fauconnet     | 2:14.054 | Q     |
| 4    | 5       | HUN Sándor Liu Shaolin    | 2:14.055 |       |
| 5    | 5       | CZE Vojtěch Loudín        | 2:14.906 |       |
| 6    | 5       | KAZ Denis Nikisha         | 2:16.452 |       |
| 1    | 6       | KOR Lee Han-Bin           | 2:16.412 | Q     |
| 2    | 6       | CAN Michael Gilday        | 2:16.468 | Q     |
| 3    | 6       | CHN Dequan Chen           | 2:16.535 | Q     |
| 4    | 6       | USA Christopher Creveling | 2:16.553 |       |
| 5    | 6       | ITA Tommaso Dotti         | 2:17.300 |       |
| 6    | 6       | JPN Satoshi Sakashita     | 2:18.298 |       |

#### Semifinais
QA — classificado para a final A
QB — classificado para a final B
ADV — avançou
PEN — pênalti
YC — cartão amarelo
| Pos. | Bateria | Atleta                | Tempo    | Notas |
| ---- | ------- | --------------------- | -------- | ----- |
| 1    | 1       | CHN Han Tianyu        | 2:15.858 | QA    |
| 2    | 1       | RUS Viktor Ahn        | 2:16.000 | QA    |
| 3    | 1       | KOR Park Se-Yeong     | 2:16.241 | QB    |
| 4    | 1       | CAN François Hamelin  | 2:16.473 | QB    |
| 5    | 1       | LAT Roberto Puķītis   | 2:16.961 |       |
| 6    | 1       | NED Niels Kerstholt   | 2:17.134 |       |
|      | 1       | FRA Thibaut Fauconnet |          | PEN   |
| 1    | 2       | USA J. R. Celski      | 2:21.603 | QA    |
| 2    | 2       | CHN Dequan Chen       | 2:21.697 | QA    |
| 3    | 2       | FRA Sébastien Lepape  | 2:23.995 | QB    |
| 4    | 2       | KOR Sin Da-Woon       | 2:52.061 | QB    |
| 5    | 2       | KOR Lee Han-Bin       | 3:11.810 | ADV   |
|      | 2       | CAN Michael Gilday    |          | PEN   |
| 1    | 3       | CAN Charles Hamelin   | 2:14.480 | QA    |
| 2    | 3       | GBR Jack Whelbourne   | 2:14.635 | QA    |
| 3    | 3       | NED Sjinkie Knegt     | 2:14.677 | QB    |
| 4    | 3       | RUS Semen Elistratov  | 2:14.783 | QB    |
| 5    | 3       | ITA Yuri Confortola   | 2:19.086 |       |
|      | 3       | USA Eduardo Alvarez   |          | PEN   |

### Final

#### Final B (Consolação)
| Pos. | Atleta               | Tempo    | Notas |
| ---- | -------------------- | -------- | ----- |
| 1    | FRA Sébastien Lepape | 2:21.483 |       |
| 2    | CAN François Hamelin | 2:21.592 |       |
| 3    | KOR Sin Da-Woon      | 2:22.066 |       |
| 4    | RUS Semen Elistratov | 2:24.352 |       |
| 5    | NED Sjinkie Knegt    | 2:39.581 |       |
|      | KOR Park Se-Yeong    |          | PEN   |

#### Final A
| Pos.              | Atleta              | Tempo    | Notas     |
| ----------------- | ------------------- | -------- | --------- |
| Medalha de ouro   | CAN Charles Hamelin | 2:14.985 |           |
| Medalha de prata  | CHN Han Tianyu      | 2:15.055 |           |
| Medalha de bronze | RUS Viktor Ahn      | 2:15.062 |           |
| 4                 | USA J. R. Celski    | 2:15.624 |           |
| 5                 | CHN Dequan Chen     | 2:15.626 |           |
| 6                 | KOR Lee Han-Bin     | 2:16.466 |           |
| 7                 | GBR Jack Whelbourne |          | sem tempo |

Legenda
| Recorde mundial      | Recorde mundial (World record)               |                       | Recorde africano                      | Recorde africano (African) |                                           | Q | Classificado por posição (Qualified) |
| Recorde olímpico     | Recorde olímpico (Olympic record)            | Recorde da América    | Recorde da América (Americas)         | q                          | Classificado por melhor tempo (Qualified) |   |                                      |
| Melhor marca do ano  | Melhor marca do ano (World leading)          | Recorde asiático      | Recorde asiático (Asian)              | DNS                        | Não largou (Did not start)                |   |                                      |
| Recorde nacional     | Recorde nacional (National record)           | Recorde europeu       | Recorde europeu (European)            | DNF                        | Não terminou (Did not finish)             |   |                                      |
| Recorde pessoal      | Recorde pessoal do atleta (Personal best)    | Recorde da Oceania    | Recorde da Oceania (Oceania)          | DSQ / DQ                   | Desclassificado (Disqualified)            |   |                                      |
| Recorde da temporada | Recorde da temporada do atleta (Season best) | Recorde sul-americano | Recorde sul-americano (South America) | NM                         | Sem marca (No mark)                       |   |                                      |